# Tariq Chihab
Tariq Chihab (árabe:طارق شهاب, Marruecos, 22 de noviembre de 1975) es un exfutbolista marroquí. Jugaba de defensa.

## Carrera
Tariq Chihab debutó en el SC Chabab Mohammedia en 1993 y pasó por diferentes clubes, entre ellos: FC Zürich, Grasshopper Club Zúrich y su actual club el Neuchâtel Xamax FC, donde juega desde el 2007.

## Selección nacional
Ha sido internacional con la Selección de fútbol de Marruecos, ha jugado 18 partidos internacionales.

### Participaciones internacionales
| Mundial                        | Sede  | Resultado  |
| ------------------------------ | ----- | ---------- |
| Copa Africana de Naciones 2002 | Túnez | Subcampeón |

## Clubes
| Club               | País  | Año       |
| ------------------ | ----- | --------- |
| FC Zürich          | Suiza | 2000-2004 |
| Grasshopper Zürich | Suiza | 2004-2006 |
| FC Sion            | Suiza | 2006-2007 |
| Neuchâtel Xamax FC | Suiza | 2007-2009 |
| FC Sion            | Suiza | 2009-2010 |
| FC Saxon Sports    | Suiza | 2010-2014 |